# 第二本书
《第二本书》（德語：Zweites Buch，德語：[ˈtsvaɪ̯təs buːχ]）是纳粹德国元首希特勒于1928年所写的关于其外交思想的原稿。此书写于《我的奋斗》之后。在希特勒的有生之年未得发表。
这本书贯穿种族主义和种族歧视，体现了希特勒本人的强烈的极端主义思想和称霸世界的构想。
该书当时并没有完全完稿，书稿中很多需要填数字之处，都用“_”留空。第五部分“国家社会主义德国工人党”这一节，最后一段只有开头一句“对于我们来说，”后面就没写下去。
这本书后来希特勒成为国家元首之后，没有继续完成和出版，更大的可能原因是：作为在野党时所写的外交政策，和作为德国元首时已经不同，或有些作为在野党可以公开讲出来的外交思路，作为元首时就不适合再讲出来了。这本书更真实地反映了希特勒的外交思路。
但这本书对了解二战时期德国联盟政策是一份重要资料，比如他对结盟意大利的思考，对墨索里尼的好感，在这本书里有充分体现。
本書的原稿1945年被美軍擄獲。1958年，德裔美籍歷史學者格哈特·温伯格在美國国家档案和记录管理局位於維吉尼亞州亚历山德里亚的庫房中發現這份手稿，並於1961年將它整理出版。